# Корого (церковь)
Церковь Божией Матери в Корого (груз. ქოროღოს ღვთისმშობლის ეკლესია) — грузинская православная церковь в восточной Грузии, расположенная в горном ущелье Хада в исторической области Мтиулети, ныне относящемся к Душетскому муниципалитету. Церковь Корого представляет собой зальный храм, датируемый концом X или началом XI века. Она наиболее известна своей притолокой с уникальными скульптурами в рельефе, иллюстрирующими различные этапы добычи материалов и строительства храма. Церковь внесена в список недвижимых памятников культуры национального значения Грузии.

## Архитектура
Церковь Корого расположена к югу от одноимённой деревни (Душетский муниципалитет, край Мцхета-Мтианети) на склоне высокой скалистой горы в ущелье Хада, в исторической провинции Мтиулети. Церковь представляет собой небольшое и простое с позиции архитектуры сооружение, занимающее площадь в 10,8 на 7,6 метров. Она построена из местного плитняка и сланца. Такие элементы, как своды, конхи, пилястры, опоры, оконные рамы и карнизы созданы из обработанного камня.
Будучи по своей планировке зальным храмом церковь Корого имеет двускатную крышу. Её внутреннее пространство разделено на два нефа в западной части. Алтарная часть, прямоугольная в плане, обладает тремя сторонами, все сводчатые и с конхами. Рядом с церковью расположены трёхэтажная оборонительная башня, небольшая часовня и руины нескольких вспомогательных сооружений. Икона Богородицы из слоновой кости XI века и крест с изображением Христа, обнаруженные в закромах церкви, ныне выставлены в Грузинском национальном музее в Тбилиси.

## Скульптуры
Церковь Корого примечательна своим скульптурным убранством. В северном входе церкви находится повторно использованный камень с рельефом, изображающим трёх жертвователей, один из которых держит план церкви. Притолока на западном фасаде, созданная из больших тёсаных плит, украшена скульптурами, изображающими различные этапы строительных работ: от добычи, транспортировки и отделки камня до отдыха рабочих. Сцены сходятся на изображении Богоматери с поднятыми и раскинутыми в стороны руками на вершине фронтона. Изображённые в этих скульптурах транспортировки строительных материалов требовали больших усилий, учитывая расположение церкви на вершине горы. На западном фасаде также имеются две надписи, вырезанные средневековым грузинским шрифтом «асомтаврули» и палеографически датированные XII веком.